# Спомен-чесма „Русовача”
Спомен-чесма „Русовача” на планини Јелици, налази се поред пута који спаја Чачак са Гучом, у близини превоја Караула.
Чесму је 1927. године, у спомен погинулим Драгачевцима у ратовима од 1912. до 1918. године, подигао краљ Александар  I Карађорђевић.